# وريد حرقفي ظاهر
الأوردة الحرقفية الظاهرة هي أكبر أوردة تربط الأوردة الفخذية مع الأوردة الحرقفية الأصلية. تنشأ هذه الأوردة عند الحافة السفلية للرباط الأربي وتنتهي باتصالها مع الأوردة الحرقفية الغائرة لتكوّن الأوردة الحرقفية الأصلية.
كلا الوريدين يرافقهما الشرايين الحرقفية الظاهرة على طول مسارها.

## أهم الروافد
الأوردة الشرسوفية السفلية تصرّف الدم أيضًا إلى الأوردة الحرقفية الظاهرة.

## صور إضافية

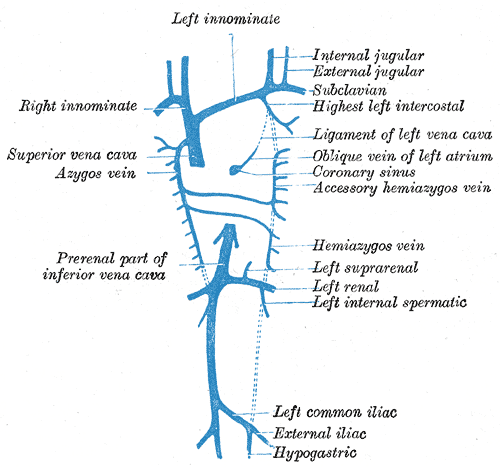
تخطيط يظهر إكمال نمو وتطور الأوردة الجدارية.
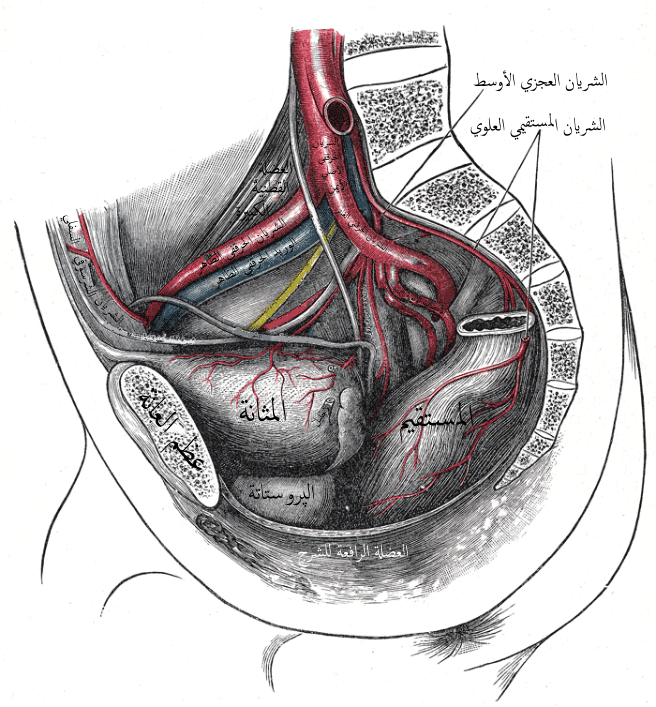
شرايين الحوض.
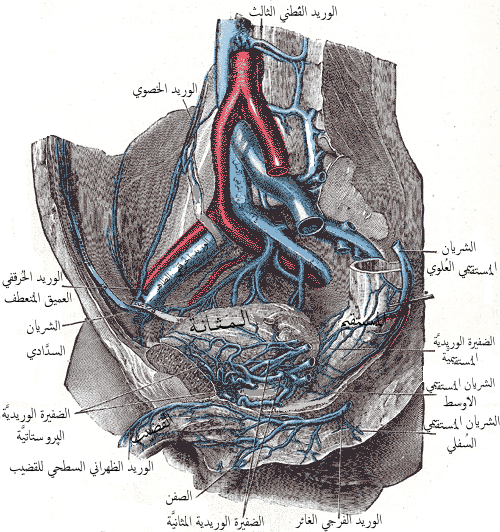
أوردة النصف الأيمن لحوض الذكر.
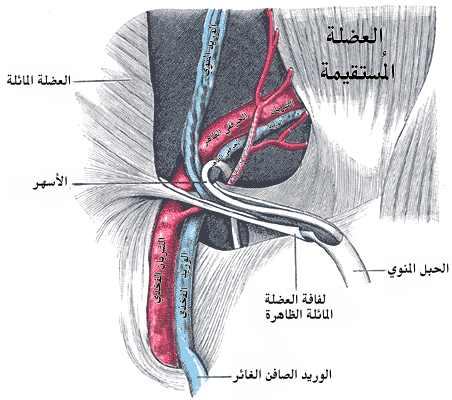
الحبل المنوي في القناة الأربية.

## وصلات خارجية
- قالب:موضوع غرايز - "شرايين الأطراف السفلية"
- قالب:موضوع غرايز - "أوردة الأطراف السفلية والبطن والحوض"
- درسٌ تشريحي حول pelvis مُعدٌ بواسطة ويسلي نورمان (جامعة جورجتاون). (pelvicarteries)